# История почты и почтовых марок Венесуэлы
История почты и почтовых марок Венесуэлы освещает развитие почтовой связи в Венесуэле, государстве на северном побережье Южной Америки, располагающемся частью на материке, частью — на многочисленных прилегающих к материку островах в Карибском море. Почтовая администрация страны с 1859 года издаёт собственные почтовые марки и с 1880 года участвует во Всемирном почтовом союзе (ВПС). Современным почтовым оператором Венесуэлы является предприятие Ipostel.

## Развитие почты
История почты на территории Венесуэлы условно соответствует двум периодам, когда она являлась испанской колонией и когда она стала республикой, завоевав в 1821 году независимость и являясь первоначально частью Великой Колумбии.
На почтовых отправлениях колониального периода можно встретить однострочные почтовые пометки. В период в составе Великой Колумбии почтовые штемпели имели форму большого овала, а в 1842—1859 годах они были круглыми.
По меньшей мере с 1818 года исходящая венесуэльская почта направлялась из Ла-Гуайры на Сент-Томас для дальнейшей пересылки в Европу.
В 1863 году капитану Роберту Тодду (англ. Robert Todd) и его компании была предоставлена частная концессия для перевозки почты между Ла-Гуайрой, Пуэрто-Кабельо и Сент-Томасом[^]. После многих изменений в контролировании эта корабельная почтовая служба в конечном итоге перешла к конкурентам.

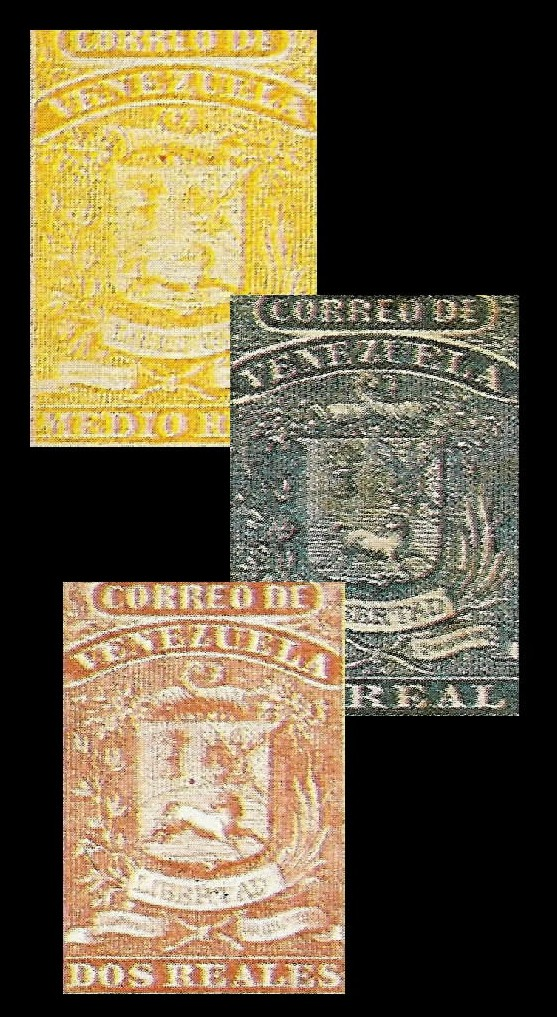

1 января 1880 года Венесуэла вошла в состав стран — участниц ВПС.
С 1911 года Венесуэла является также членом Почтового союза американских государств, Испании и Португалии (UPAEP). 1 октября 1937 года Испанией был введён в обращение американско-испанский ответный купон (исп. Cupón-respuesta americoespañol). Он распространялся в странах этого почтового союза, включая Венесуэлу, до 29 февраля 1956 года.
В настоящее время за почтовое обслуживание в стране отвечает предприятие Ipostel (Instituto Postal Telegráfico de Venezuela — «Почтово-телеграфный институт Венесуэлы»), которое подчиняется Министерству народной власти по науке, технологиям и инновациям.

## Выпуски почтовых марок

### Первые марки
Первые почтовые марки Венесуэлы были выпущены 1 января 1859 года. На них был изображён герб государства и написано название страны в виде текста: «Correo de Venezuela» («Почта Венесуэлы»)[≡][≡].

### Последующие эмиссии

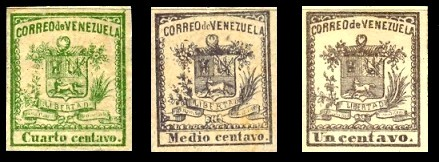

За первые сто с небольшим лет, с 1859 по 1963 год, было издано 1452 почтовых марок и 11 блоков. Следующие надписи могут присутствовать на оригинальных марках:
- «Correo de Venezuela» («Почта Венесуэлы»)[≡];
- «Federación Venezolana» («Венесуэльская Федерация»)[≡];
- «Correo de los Е.Е. U.U. de Veneza» («Почта Соединённых Штатов Венесуэлы»);
- «Venezuela» («Венесуэла»)[≡];
- «Correos de Venezuela» («Почта Венесуэлы»);
- «Е.Е. U.U. de Venezuela» («Соединённые Штаты Венесуэлы»)[≡];
- «Republica de Venezuela» («Республика Венесуэла»)[2].

- 1862: вторая серия марок с гербом страны и надписью «Correo de Venezuela» («Почта Венесуэлы») (Mi #4—6)[^]

В 1896 году были эмитированы ранние памятные марки Венесуэлы по случаю годовщины со дня смерти Франсиско Миранды (Mi #48—52; Yt #54—58)[≡], приведшие к почтовому конфликту.
В 1938 году в продажу поступила серия марок в поддержку производства кофе и какао (Mi #232—249):

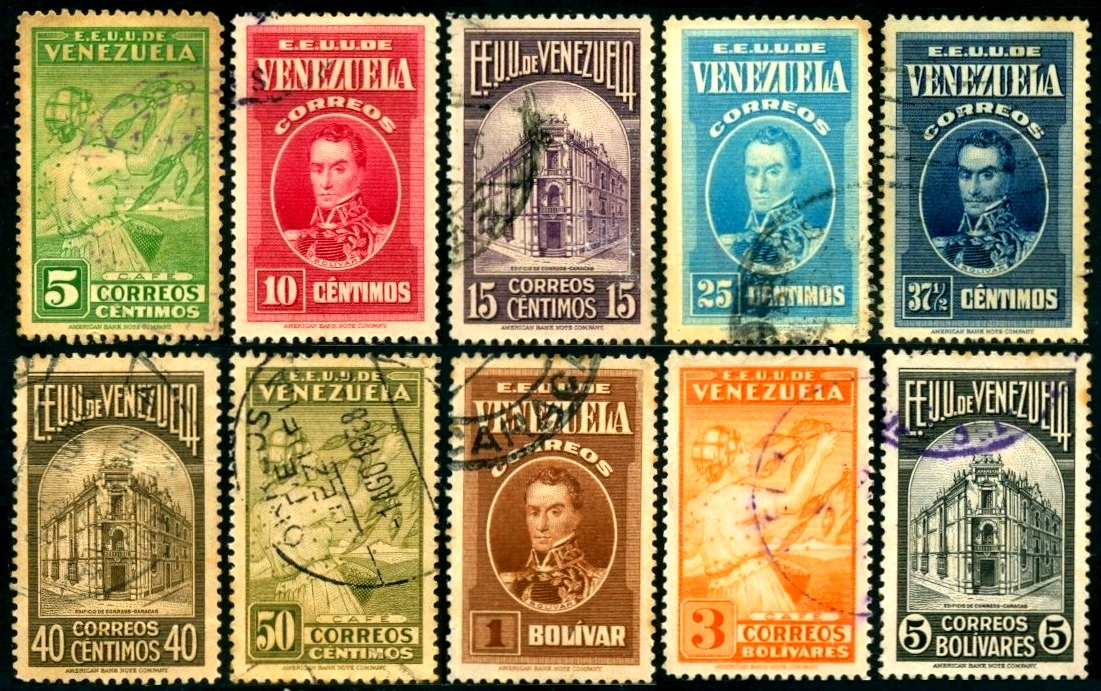

В 1944 году был выпущен первый венесуэльский почтовый блок:

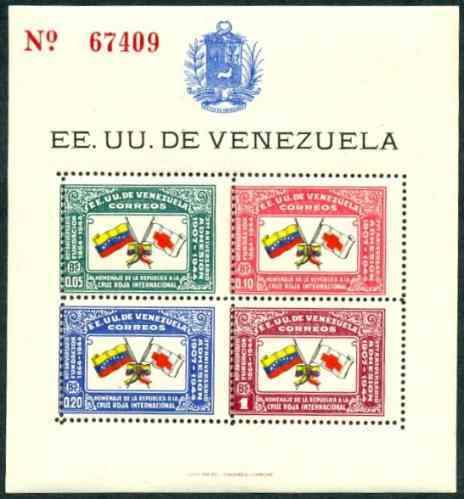
Первый почтовый Список почтовых блоков Венесуэлы 1944 года, посвящённый 80-летию Международного Красного Креста и 37-й годовщине вступления в него Венесуэлы, № 429 по (Mi #BL1). Тираж блока был пронумерован

В 1951—1953 годах в Венесуэле вышли 24 марочные серии с изображением гербов штатов и территории страны, в каждой из которых насчитывалось восемь почтовых и восемь авиапочтовых марок.

## Другие виды почтовых марок

### Авиапочтовые
Первые авиапочтовые марки страны появились в 1930 году. На марках значится надпись «Correo aéreo» («Авиапочта»):

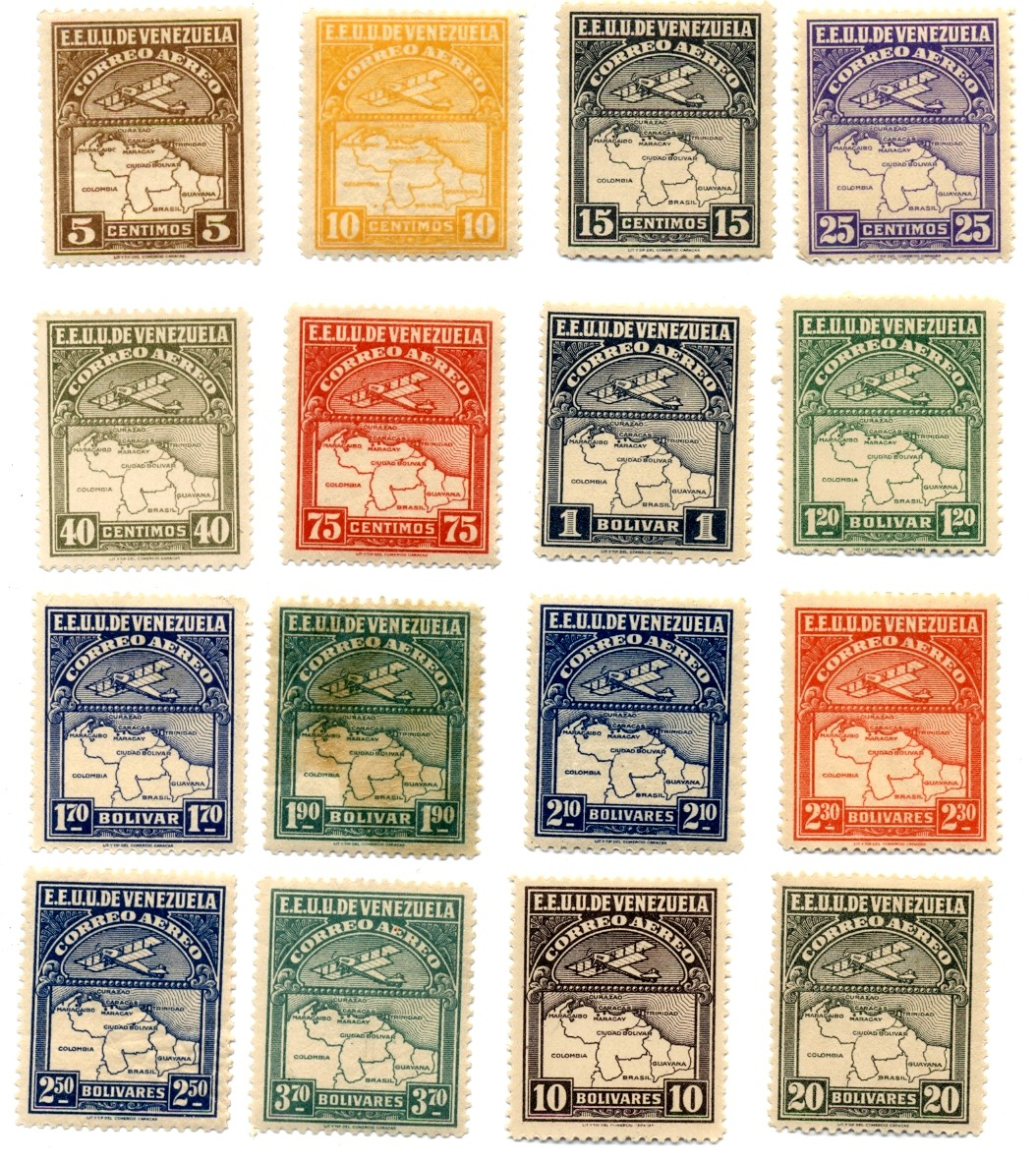
Первая серия авиапочтовых марок Венесуэлы, 1930(Mi #120—135)

### Служебные
Эмиссии служебных марок в Венесуэле осуществлялись в 1898—1942 годах. На них имеется текст «Oficial» («Служебное»). Всего в 1859—1963 годах была выпущена 271 служебная марка.

### Заказные
В промежутке между 1859 и 1963 годами изданы две заказные марки — для заказных писем.

### Спешные
За тот же период 1859—1963 годов в обращение поступило две спешные марки — для спешной почты.

### Почтово-гербовые
В 1871—1965 годах в качестве почтовых в Венесуэле употреблялись фискальные марки. По данным Л. Л. Лепешинского, за период с 1859 по 1963 год в обращении находились восемь почтово-гербовых марок.
К этой группе знаков почтовой оплаты следует также отнести фискальные марки 1871—1879 годов с надписями «Escuelas» («Школам»)[≡][≡][≡] и «Instruccion» («Просвещение»)[≡]. Эти марки первоначально использовались для уплаты налога на финансирование государственных начальных школ. Они были действительны для почтовых отправлений до 1911 года и использовались подобным образом, особенно в периоды нестабильности с марта 1871 года по 1873 год и в 1879—1880 годах:

Примеры почтово-гербовых марок Венесуэлы
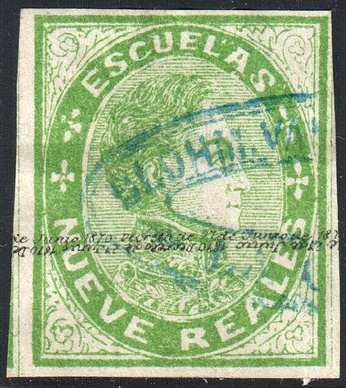
Фискальная марка с надписью «Escuelas» («Школам»), которая использовалась также в почтовых целях в 1871—1873 годах (№ 26 по каталогу Форбена)[^]
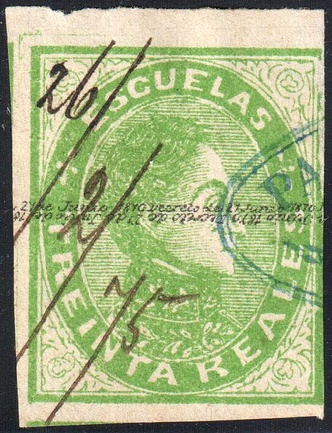
То же (№ 29 по каталогу Форбена)

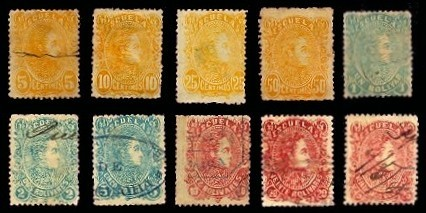

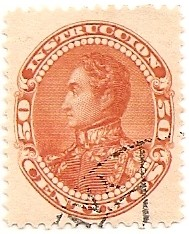
То же с надписью «Escuelas» («Школам»), 1893, № 68 по каталогу Бланко (Mi #ST59)[^]
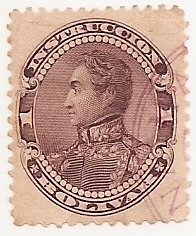
То же, № 69 по каталогу Бланко (Mi #ST60)
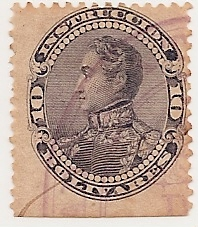
То же, № 71 по каталогу Бланко (Mi #ST62)

### Телеграфные
В Венесуэле эмитировались также телеграфные марки, которые в отдельных случаях допускались к обычному почтовому обращению[≡].

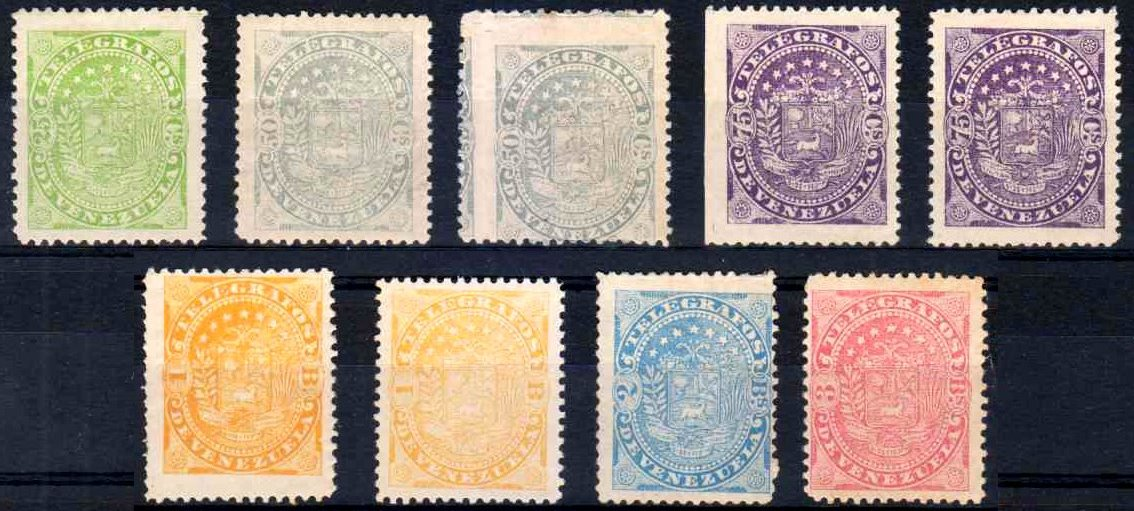
Серия телеграфных марок Венесуэлы (1896)

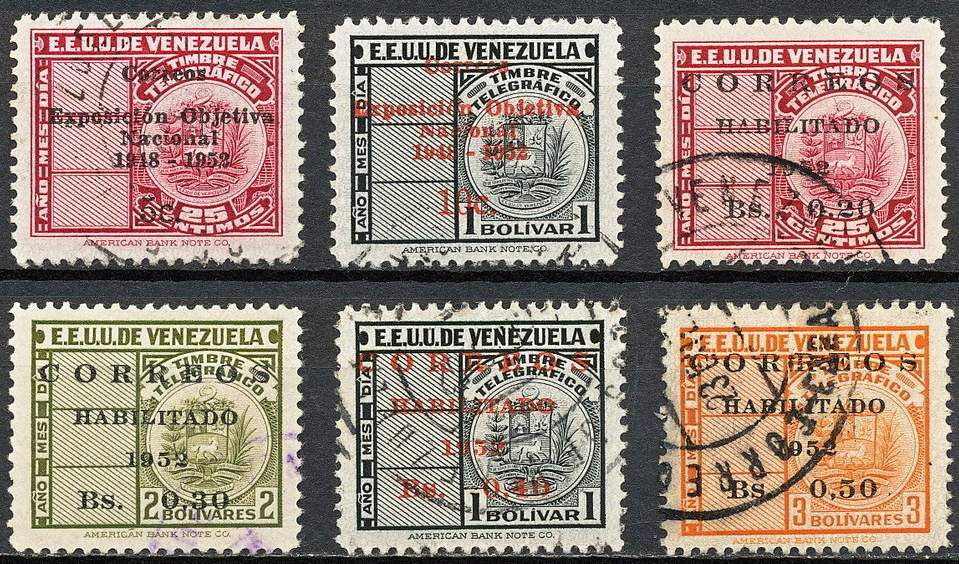

## Полуофициальные выпуски
С июля 1864 года по 1870 год на договорной основе с правительством Венесуэлы были эмитированы марки, предназначенные для мореходной компании «Роберт Тодд» и фирмы «Камерон, Маколей и К°». На оригинальных марках были даны надписи: «St-Thomas — La Guaira — Pto Cabello» («Сент-Томас — Ла-Гуайра — Пуэрто-Кабельо», соответственно маршрутам судовых рейсов компании); англ. «Packet» («Пакет»); «Steam packet» («Пакет, доставляемый пароходом»). Всего существует 17 подобных почтовых марок. Они имеют одинаковый номинал, но отпечатаны в разных цветах. Марки поступали в продажу в венесуэльских портах и на Сент-Томасе (островной реал был дороже материкового реала)[≡].
В этот же период по договорённости с правительством Венесуэлы и Нидерландской колониальной администрацией издавались марки для почты фирмы «Йезерун» на Кюрасао. Оригинальные марки имели надписи: исп. «La Guaira — Pto Cabello — San Tomas» («Ла-Гуайра — Пуэрто-Кабельо — Сан-Томас»); фр. «Paquet» («Пакет»); нидерл. «Curaçao» («Кюрасао»). Таких почтовых марок выпущено две.

## Местные выпуски
Переход к местным почтовым выпускам был обусловлен гражданской войной в Венесуэле в 1899—1903 годах. Согласно «Большому филателистическому словарю», в 1902—1903 годах в связи с прекращением централизованных поставок почтовых марок выпускались собственные местные марки в венесуэльском городе Карупано, округе Мариньо и в бывших штатах Матурин и Гуаяна. В Карупано было сделано два выпуска: в ноябре 1902 года — во время беспорядков и в январе 1903 года — в ходе блокады европейскими державами. В Матурине и Мариньо марки печатались в 1903 году; в Гуаяне — в марте 1903 года.
Л. Л. Лепешинский описывает нижеследующие местные почтовые эмиссии в конце XIX — начале XX веков.

### Гуаяна
В 1902—1903 годах в бывшем венесуэльском штате Гуаяна (ныне Гайанский регион, включая штат Боливар), с центром в городе Сьюдад-Боливар, повстанческим правительством выпускались собственные почтовые марки оригинального рисунка. На них имелись надписи: исп. «Correos de Venezuela» («Почта Венесуэлы») и «Estado Guayana» («Штат Гуаяна»). Всего было эмитировано десять почтовых марок и пять гербово-почтовых.

### Матурин (Монагас)
В 1902—1903 годах в бывшем штате Венесуэлы Матурин (ныне Монагас и некоторые другие штаты), с одноимённым центром, действовало повстанческое правительство, также прибегнувшее к выпуску собственных оригинальных марок с надписями: «Correos de Venezuela» («Почта Венесуэлы»); «Estado Maturin» («Штат Матурин»). Марки выходили в 1903 году до подчинения повстанцев Матурина центральному правительству Венесуэлы. Всего напечатано пять почтовых и одна гербово-почтовая марка.

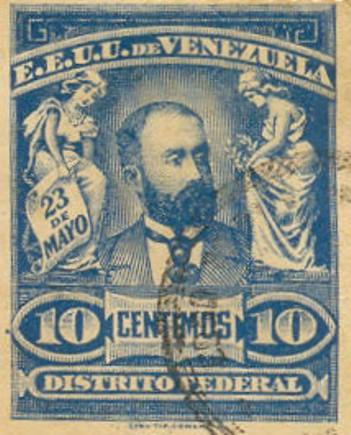

### Федеральный округ
В 1905 году в округ Федеральном округе, с центром в Каракасе, выходили три почтовые марки оригинального рисунка, на которых размещались надписи: «Е.Е. U.U. de Venezuela» («Соединённые Штаты Венесуэлы»); «Distrito Federal» («Федеральный округ»). Выпуск был приурочен к 6-й годовщине революции 23 мая 1899 года, и на марках помещён портрет президента Сиприано Кастро (Mi #83—85)[≡][≡].
|                                                                                                 |
| Почтовая открытка (1908), франкированная маркой Федерального округа Венесуэлы, 1905 (Mi #83)[^] |

### Сулия
Штат Сулия (центр Маракайбо) в 1891 году вводил в обращение две оригинальные почтовые марки с надписями: «Venezuela» («Венесуэла»); «Correos del Estado Soberano del Zulia» («Почта суверенного штата Сулия»):

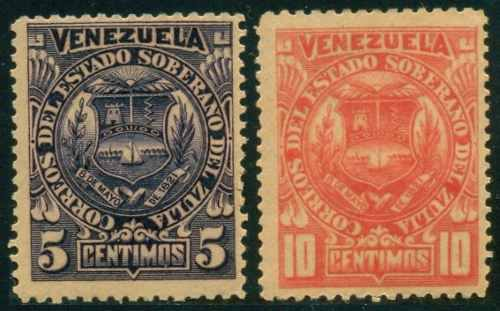
Местный выпуск штата Сулия (1891)

### Тачира
В 1906 году в штате Тачира, с центром в Сан-Кристобале, были выпущены три почтовые марки. Они были круглой формы и имели оригинальный рисунок и надписи: «Е.Е. U.U. de Venezuela» («Соединённые Штаты Венесуэлы»); «Estado de Tachira» («Штат Тачира»); «Agenda principal de estampilas» («Главное управление по выпуску знаков почтовой оплаты»).

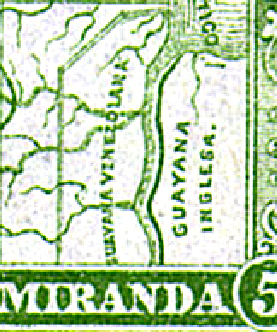

## Иностранные почтовые отделения
Во второй половине XIX века в Венесуэле были организованы британские почтовые отделения. При этом британские почтовые марки были в обращении в Ла-Гуайре в 1865—1880 годах; эти марки можно определить по оттиску штемпеля гашения «С60». Почтовые марки Великобритании, использовавшиеся в Сьюдад-Боливаре в 1868—1880 годах, гасились штемпелем «D22».
Французские почтовые конторы в Ла-Гуайре и Пуэрто-Кабельо использовали французские почтовые марки с 1866 по 1879 год для доставки почты по морской линии «Л» (фр. Ligne L) в Фор-де-Франс (Мартиника).

## Почтовый конфликт
Венесуэла поддержала свои территориальные претензии во время Венесуэльского кризиса 1895 года, напечатав в 1896 году коммеморативные марки (Mi #48—52; Yt #54—58) с картой, на которой Гуаяна изображена до восточного берега реки Эссекибо как исп. «Guayana Venezolana» («Венесуэльская Гуаяна»)[≡].

## Развитие филателии
«Отцом» венесуэльской филателии считается Хосе Пас Кастильо (José I. Paz Castillo):

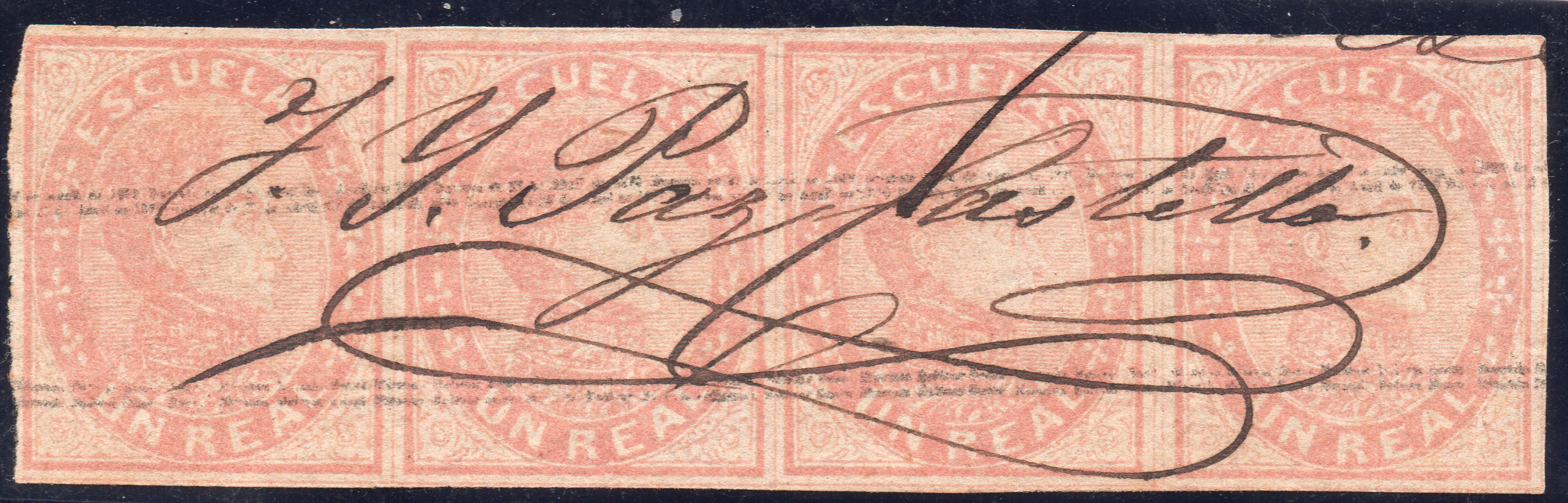

В 1958 году был основан Филателистический клуб Каракаса (Club Filatélico Caracas). В середине 2003 года эта организация была переименована в Филателистическую ассоциацию Каракаса (Asociación Filatélica de Caracas; сокращённо ASOFILCA). Это было вызвано необходимостью реформировать сообщество венесуэльских филателистов, «адаптируясь к новым экономическим, социальным и филателистическим реалиям Венесуэлы и мира».